# En världsomsegling
En världsomsegling är Fint Tillsammans' tredje studioalbum, utgivet 2000 på skivbolaget Silence Records.
Skivan spelades till största del in i Silence Studios i Koppom med Anders Ericson och Fint Tillsammans som producenter. Den mastrades i Polar Studios av Henrik Jonsson.

## Låtlista
1. "En världsomsegling"
2. "Nu vet jag"
3. "Det mentala"
4. "Full fart & sol hela dagen... för alltid"
5. "Ett äss bakom ratten"
6. "Kärlek rostar inte"
7. "Kapten fest gör sin grej"
8. "80 dagar"
9. "Guds vrede"
10. "Jätten"
11. "Var är ni?"

## Medverkande
- Gustav Bendt – tenorsaxofon
- Viktor Brobacke – trombon
- Frans Carlqvist – omslag
- Tobias Eklund – trombon
- Rickard Elofsson – trumpet
- Anders Ericson – gitarr, synth, piano, slagverk, producent, inspelning, mixning
- Henrik Jonsson – mastering
- Catti Larsson – foto
- Anders Lind – inspelning, mixning
- Martin Linder – tenorsaxofon
- Daniel Lundell – klarinett
- Mårten Nehrfors – viola
- Andreas Palmborg – trumpet
- Lisen Schultz – cello
- Martin Stensö – gitarr, bas, piano, orgel
- Henrik Svensson – gitarr, trummor, vibrafon, piano, orgel, slagverk
- Henrik Wiklund – gitarr, bas, vibrafon, keyboards